# Миллер, Иван Иванович
Иван Иванович Миллер (1776—1824) — генерал-майор русской императорской армии, участник Отечественной войны 1812 года.

## Биография
Происходил «из военных дворян Тульской губернии»: отец — обер-офицер, Иоганн Миллер.
С 1785 года воспитывался в Артиллерийском и Инженерном шляхетском кадетском корпусе, после окончания которого в ноябре 1794 года был выпущен подпоручиком в гатчинскую артиллерийскую команду. В ноябре 1796 года зачислен штабс-капитаном в Егерский лейб-гвардии полк. В 1797 году был командирован в Лифляндскую губернию и вскоре произведён в капитаны. Награждён орденом Св. Анны 3-й степени.
В апреле 1798 года пожалован в полковники. В октябре 1798 года прикомандирован к штабу корпуса генерала В. Х. Дерфельдена, в составе которого участвовал в итальянском и швейцарском походах А. В. Суворова; 13 мая 1799 года был произведён в генерал-майоры и назначен шефом 7-го егерского полка. За отличие в битве при Нови был награждён орденом Св. Анны 2-й степени.
В 1805 году, в битве под Аустерлицем, со 2-м и 3-м батальонами своего полка шёл во главе колонны и штурмом взял Сокольницкий замок; был ранен и взят в плен. За отличие при Аустерлице награждён орденом Св. Владимира 3-й степени.
По возвращении в Россию в мае 1806 года вышел в отставку, но в сентябре 1807 года был вновь назначен шефом 7-го егерского полка, с которым участвовал в Русско-турецкой войне 1806–1812 гг. Вышел в отставку в 1810 году.
В Отечественную войну 1812 года участвовал в формировании Тульского ополчения; командовал сводной ополченческой пехотной дивизией, с декабря 1812 года — всем тульским ополчением. В апреле 1813 года отличился при отражении вылазки французов из крепости Данцига — награждён золотой шпагой «За храбрость» с алмазами. В сентябре 1813 года был тяжело ранен при штурме Бабельсбергского бастиона, награждён орденом Св. Анны 1-й степени; 15 декабря уволен в отставку по состоянию здоровья.
Умер 20 февраля 1824 года в деревне Лучки Ефремовского уезда Тульской губернии в возрасте 47 лет, похоронен при Богословской церкви села Богословское-Куркино.

## Награды
Был награждён российскими орденами — Св. Анны 1-й, 2-й и 3-й ст., Св. Владимира 3-й ст., Св. Иоанна Иерусалимского, а также двумя иностранными; золотой шпагой «За храбрость» с алмазами.
Его потомки внесены во 2-ю часть дворянской родословной книги Тульской губернии.

## Семья

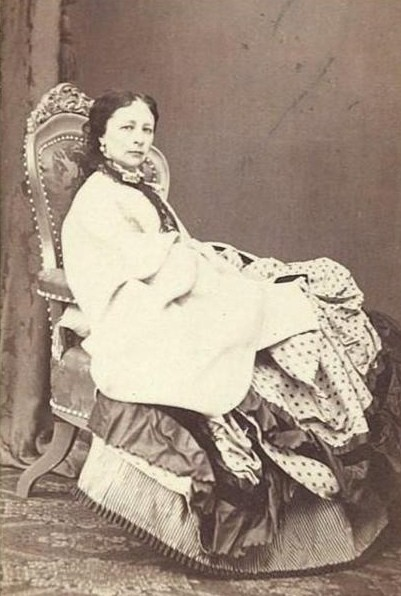
Софья Ивановна Рахманова

Жена (с 14 января 1810 года) — Прасковья Александровна Волкова (1782— ?), фрейлина двора (1797), дочь драматурга Александра Андреевича Волкова от его брака с Екатериной Даниловной Канищевой. Их дети: 
- Павел (1813—06.06.1885) — действительный статский советник.
- Сергей (1815—1867) — архитектор, основатель и первый председатель Московского общества любителей художеств.
- Василий (07.03.1819—24.06.1885) — поручик; был женат на Марии Николаевне Поляковой.
- Софья (13.09.1822—15.09.1869) — по словам современника, была ума недалекого, но имела грациозную и привлекательную наружность, которая невольно к ней притягивала. До замужества за ней ухаживал великий князь Александр Николаевич. Выйдя замуж за богатого родственника, сына Г. Н. Рахманова Дмитрия Григорьевича, была с ним очень несчастлива. Овдовев, жила с малолетней дочерью в Москве, где в неё страстно были влюблены Владимир Фёдорович Самарин и князь Николай Трубецкой. В 1857 году вышла замуж за сына тайного советника князя А. П. Оболенского князя Владимира Андреевича Оболенского (1814—1877) и жила с ним счастливо до самой смерти. Умерла в своем имение в Харьковской губернии от анафилактического шока, вызванного укусом мухи в щеку. Похоронена на кладбище Донского монастыря в Москве. Её дочь от первого брака Мария Рахманова была замужем за графом А. С. Апраксиным. Две из четырёх её дочерей от князя Оболенского были замужем за братьями Трубецкими: Александра (1861—1939) была с 1884 года женой Петра Николаевича, Прасковья (1860—1914) — Сергея Николаевича.